# Zoe Rahman

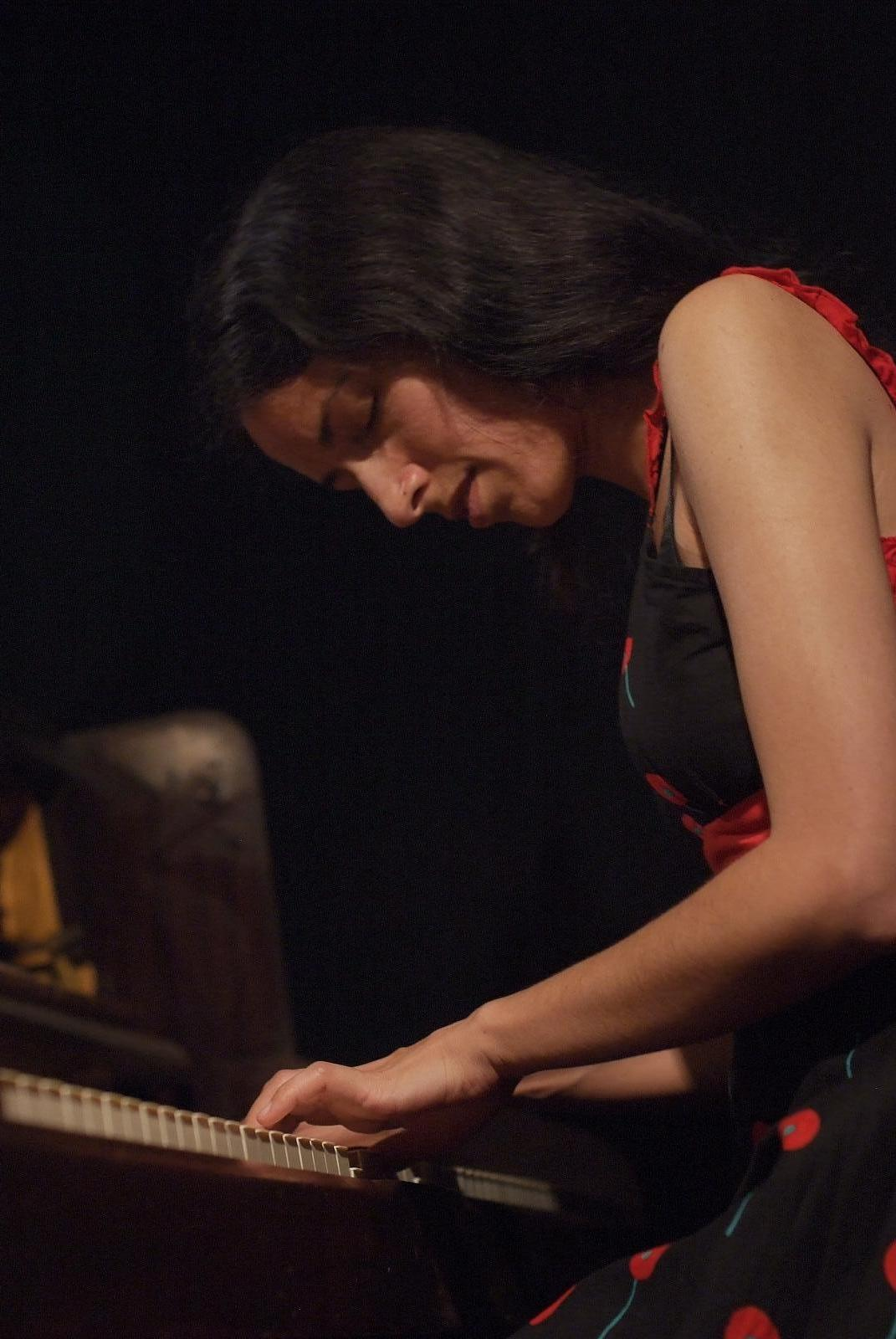
Zoe Rahman (2008)

Zoe Rahman (* 20. Januar 1971 in Chichester) ist eine britische Jazzmusikerin (Piano, Komposition).

## Leben und Wirken
Rahman, die Tochter eines bengalischen Vaters und einer britischen Mutter ist, wuchs in Chichester auf und beschäftigte sich erst später mit der Kultur ihres Vaters. Sie studierte klassisches Klavier an der Royal Academy of Music und studierte Musikwissenschaften an der Universität Oxford, bevor sie für eine Jazzausbildung ans Berklee College of Music ging, wo sie von Joanne Brackeen unterrichtet wurde.
In Nordamerika gründete sie ein erstes Trio mit dem Bassisten Joshua Davis und Drummer Bob Moses. In späteren Jahren arbeitete sie auch mit ihrem Bruder, dem Klarinettisten Idris Rahman. Neben ihren eigenen Bandprojekten ist sie auch mit Courtney Pine, Steve Williamson, der JazzXchange Dance Company,  Keziah Jones oder Mekaal Hasan aufgetreten. Sie verfasste eine Theatershow über Boris Vian, die sie zwischen 2003 und 2005 nicht nur in Großbritannien, sondern auch in Südamerika aufführte. Sie ist auf zahlreichen internationalen Festivals, etwa dem North Sea Jazz Festival, dem Molde Jazz Festival oder dem Barbados Jazz Festival aufgetreten.

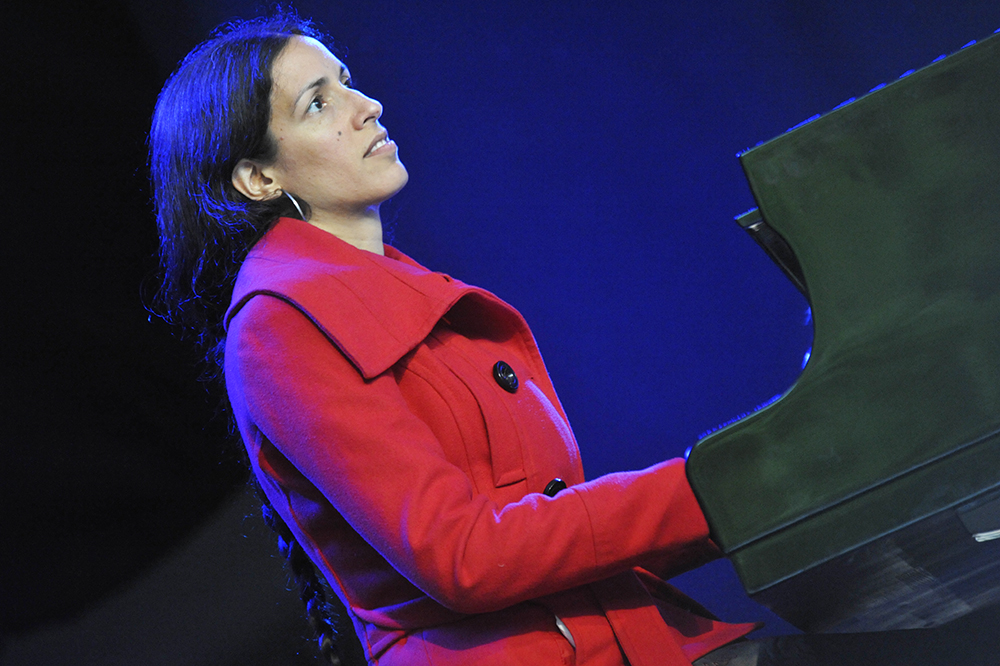
Zoe Rahman mit Courtney Pine - Stockholm Jazz Festival 2010.

Sie hat auch mit anderen Musikern wie Reem Kelani (Sprinting Gazelle), Clark Tracey (The Calling, The Mighty Sas); Gary Boyle (Games), den Soothsayers (Tangled Roots), Arun Ghosh oder Terry Hall/Mushtaq (The Hour of Two Lights) aufgenommen.

## Preise und Auszeichnungen
Rahman wurde 1999 mit dem Perrier Young Jazz Musician of the Year' Award ausgezeichnet. 2001 wurde ihr Debütalbum The Cynic in der Jazzalbum des Jahres-Review von BBC Radio 3 gelistet; sie selbst wurde für die “Rising Star”-Kategorie der BBC Jazz Awards nominiert. Ihr zweites Album Melting Pot wurde 2006 in den britischen Parliamentary Jazz Awards als „Album des Jahres“ ausgezeichnet und zudem für den Mercury Music Prize nominiert. Auch ihr Album The Colour of Sound wurde 2024 bei den Parliamentary Jazz Awards als „Album of the Year“ gefeiert.

## Diskographische Hinweise
- The Cynic (mit Winston Clifford, Jeremy Brown, 2001)
- Melting Pot (mit Gene Calderazzo, Oli Hayhurst, Pat Illingworth, Jeremy Brown, Idris Rahman, Adriano Itauna, 2006)
- Where Rivers Meet (Idris Rahman, Arnob, Gaurob, Kuljit Bhamra, Gene Calderazzo, Oli Hayhurst, Samy Bishai, 2008)
- Live (mit Gene Calderazzo, Oli Hayhurst, Idris Rahman, 2009)
- George Mraz & Zoe Rahman Unison (2013)
- Dreamland (solo, 2015)
- Colour of Sound (Manushi Records, 2023), u. a. mit Alex Ridout, Rosie Turton, Gene Calderazzo, Alec Dankworth